# أندريا سافيج
أندريا سافيج (بالإنجليزية: Andrea Kristen Savage) (مواليد 20 فبراير 1973) ممثلة أمريكية .

## روابط خارجية
- أندريا سافيج على موقع IMDb (الإنجليزية)
- أندريا سافيج على موقع ألو سيني (الفرنسية)
- أندريا سافيج على موقع ميوزك برينز (الإنجليزية)
- أندريا سافيج على موقع أول موفي (الإنجليزية)
- أندريا سافيج على موقع قاعدة بيانات الأفلام السويدية (السويدية)
- أندريا سافيج على موقع قاعدة بيانات الفيلم (الإنجليزية)
- أندريا سافيج على موقع كينوبويسك (الروسية)